# Lophopyxis maingayi
Lophopyxis maingayi là loài thực vật duy nhất của chi Lophopyxis – chi duy nhất nằm trong họ thực vật hạt kín Lophopyxidaceae. Đây là loài dây leo có tua cuốn, mép lá khía răng cưa, gân lá lông chim, các hoa nhỏ mọc thành cụm dày dọc theo chùm hoa phân nhánh. Quả là loại quả cánh, chứa 1 hạt có 5 cánh.
Loài cây này sinh sống trong khu vực từ Malesia tới các quần đảo Solomon và Caroline.
Họ Lophopyxidaceae từng được coi là một phần của họ Celastraceae (trong hệ thống Cronquist năm 1981 và hệ thống Hutchinson năm 1973), hay trong bộ Celastrales (theo Takhtadjan năm 1997), nhưng được đặt gần với Pandaceae (đại diện là chi Microdesmis) trong Savolainen và ctv., 2000; (xem thêm Chase và ctv. 2002).

## Hình ảnh